# David Nicholls
David Alan Nicholls, född 30 november 1966 i Eastleigh, Hampshire, är en brittisk författare och manusförfattare.

## Biografi
1985 började han studera engelsk litteratur och drama på universitetet i Bristol, med målet att bli skådespelare. Efter att han tagit examen fick han ett stipendium som gav honom möjligheten att börja på skolan American Musical and Dramatic Academy i New York, men flyttade till London 1991 där han arbetade på diverse barer och restauranger tills han fick sitt equity card och arbetade då som skådespelare i åtta år.
Han började skriva böcker efter att ha studerat tre år vid Royal National Theatre.